# Wężojad czubaty
Wężojad czubaty (Spilornis cheela) – gatunek dużego ptaka szponiastego z rodziny jastrzębiowatych (Accipitridae). Występuje w Azji Południowej, Południowo-Wschodniej i Wschodniej. Wyróżniono około 21 podgatunków. Nie jest zagrożony wyginięciem.

## Systematyka
Wężojad czubaty został opisany przez Johna Lathama w roku 1760 pod nazwą Falco cheela na podstawie okazu pochodzącego z Lucknow z Indii. Obecnie zaliczany jest do rodzaju Spilornis.

### Podgatunki
Zwykle wyróżnia się około 21 podgatunków S. cheela, niektóre z nich są jednak podnoszone przez część autorów do rangi gatunków, np. strona Global Raptor Information Network uznaje jedynie 14 podgatunków S. cheela, a za osobne gatunki uznaje taksony: abbotti, asturinus, baweanus, minimus, natunensis, perplexus i sipora.
Z gatunku S. cheela został wydzielony endemiczny dla Nikobarów wężojad mały (S. minimus), z którego następnie został wyodrębniony wężojad nikobarski (S. klossi). Później jednak zdecydowano o przywróceniu wężojadowi małemu statusu podgatunku, ale wężojad nikobarski utrzymał status odrębnego gatunku.
Międzynarodowy Komitet Ornitologiczny (IOC) wyróżnia obecnie 21 podgatunków S. cheela:
- wężojad czubaty (S. cheela cheela) (Latham, 1790) – północne Indie, Nepal, Bhutan, Bangladesz, Pakistan.
- S. cheela melanotis (Jerdon, 1844) – południowe Indie.
- S. cheela spilogaster (Blyth, 1852) – Sri Lanka.
- S. cheela burmanicus Swann, 1920 – Mjanma do południowo-zachodnich Chin oraz centralnych i południowych Indochin.
- S. cheela ricketti W. L. Sclater, 1919 – południowe Chiny, północny Wietnam.
- S. cheela malayensis Swann, 1920 – Półwysep Malajski, północna Sumatra.
- S. cheela davisoni Hume, 1873 – Andamany.
- wężojad szarolicy (S. cheela perplexus) Swann, 1922 – wyspy Riukiu.
- S. cheela hoya Swinhoe, 1866 – Tajwan.
- S. cheela rutherfordi Swinhoe, 1870 – wyspa Hajnan.
- S. cheela pallidus Walden, 1872 – północne Borneo.
- S. cheela richmondi Swann, 1922 – południowe Borneo.
- wężojad krótkosterny (S. cheela natunensis) Chasen, 1935 – wyspy Natuna i Belitung.
- wężojad ciemny (S. cheela sipora) Chasen & Kloss, 1926 – Wyspy Mentawai.
- S. cheela batu Meyer de Schauensee & Ripley, 1940 – południowa Sumatra, Wyspy Batu.
- wężojad blady (S. cheela asturinus) A. B. Meyer, 1884 – wyspa Nias.
- wężojad falisty (S. cheela abbotti) Richmond, 1903 – Simeulue.
- S. cheela bido (Horsfield, 1821) – Jawa, Bali.
- wężojad brązowoszyi (S. cheela baweanus) Oberholser, 1917 – wyspa Bawean (na północ od Jawy).
- S. cheela palawanensis W. L. Sclater, 1919 – wyspa Palawan (Filipiny).
- wężojad mały (S. c. minimus) Hume, 1873 – środkowe Nikobary

Autorzy Kompletnej listy ptaków świata za podgatunek wężojada czubatego uznają także wężojada filipińskiego (S. (c.) holospilus), wielu autorów uznaje go jednak za osobny gatunek.

## Zasięg występowania
Całkowity zasięg występowania szacuje się na 7 720 000 km². Zasięg występowania obejmuje Azję Południową i Południowo-Wschodnią oraz południową część Azji Wschodniej. Państwa, w których występuje to: Bangladesz, Bhutan, Brunei, Kambodża, Chiny, Indie, Indonezja, Japonia, Laos, Malezja, Mjanma, Nepal, Pakistan, Filipiny, Sri Lanka, Tajwan, Tajlandia, Wietnam. Zalatuje także do Singapuru i Korei Południowej. Występuje między równoleżnikami 35°N i 9°S. Gatunek jest pospolity, z wyjątkiem podgatunku baweanus, którego liczebność wynosi 26–37 par, co czyni go krytycznie zagrożonym.

### Środowisko
Spilornis cheela występuje we wszystkich typach lasów oraz w namorzynach. Preferuje skraje lasów, które są dobrym terenem do szybowania i polowania; rzadko przebywa w głębi lasów, gdzie jego duże rozmiary utrudniają mu poruszanie się. Zamieszkuje także plantacje herbaty i zadrzewione sawanny. Występuje do wysokości 1900 m n.p.m. Został jednak nagrany na wysokości 3350 m w Nepalu, w październiku. W obszarach, gdzie ten gatunek występuje powszechnie, terytorium pary może być małe, nawet 2 mile kwadratowe (ok. 5,2 km²).

## Morfologia
Wężojad czubaty mierzy 65–75 cm. Rozpiętość skrzydeł wynosi 123–155 cm, a masa ciała od 420 do 1800 g. Długość ogona u samca podgatunku nominatywnego waha się między 295–305 mm (u samicy 299–315 mm), natomiast długość skrzydła 468–510 mm u samca i 482–532 mm u samicy. Informacje na temat masy są niedostateczne, wiadomo jednak, że podgatunek pallidus waży od 675–926 g. Jednakże jest to jeden z najmniejszych podgatunków, a inne pozostałe mogą być 2 lub 3 razy cięższe. Skok podgatunku nominatywnego mierzy 100–105 mm u samca, a u samicy 102–115 mm.
Rozmiarem przypomina myszołowy (Buteo). Na głowie posiada płaską, ciemną „koronę” ze zmierzwionych piór. Pokrywy uszne ciemne, kontrastują z nagim, żółtym obszarem między oczami a dziobem. Tęczówki u dorosłych ptaków żółte, u młodocianych białe lub szaro-brązowe. Wierzch ciała szarobrązowy, spód brązowy. Na brzuchu liczne srebrzystobiałe kropki. Pokrywy podskrzydłowe pomarańczowe do ciemnobrązowych. U nasady lotek biegnie widoczny w locie szeroki, biały pas. Skrzydła krótkie i szerokie. Ogon również krótki, u jego nasady biegnie biały pas. Skok ciemnożółty. Uderzenia skrzydeł powolne, zazwyczaj leci lotem szybowym lub ślizgowym, trzymając skrzydła na kształt litery V.
Osobniki podgatunku melatonis mniejsze, mają szare policzki. Gardło nie jest czarniawe, na piersi brak plamek. Nasada ogona szarawa. Osobniki ze Sri Lanki (S. c. spilogaster) posiadają szare gardło i policzki, pierś jest bardziej brązowa. Długość ciała S.c. burmanicus mieści się między długością ww. podgatunków. Jaśniejszy, policzki i gardło brązowawe. Pierś pokryta drobnymi, falistymi wzorkami. Pas na pokrywach podskrzydłowych szerszy. Ptaki z podgatunku ricketti są zazwyczaj większe niż burmanicus. Z wierzchu jaśniejsze, wzorek na piersi stanowią cienkie paski, pozostałe dolne części ciała w mniejszym stopniu pokryte wzorami. Osobniki z wyspy Hajnan, S.c. ruthenfordi są mniejsze niż ricketti; ich pióra są ciemniejsze, wzór na spodzie ciała wyraźniejszy. Podobnego rozmiaru jak podgatunek ricketti jest podgatunek hoya, jednak ma ciemniejsze upierzenie i czarniawe gardło i policzki. Na piersi prawie nie posiada wzorów, natomiast na reszcie spodu ciała jest on wyraźny. S.c. davisoni jest podobnego rozmiaru jak spilogaster, jaśniejszy, a od spodu bardziej ciemnożółty. Na piersi i gardle pasiasty, ciemnobrązowy wzór. Podgatunek malayensis, mniejszy niż burmanicus, posiada ciemnobrązowe gardło i policzki oraz dwa pasy na ogonie. Mniejszy od niego jest S.c. batu, cechuje go także ciemniejsze ubarwienie. Podgatunek richmondi jest podobnego rozmiaru jak batu; jaśniejszy, policzki i gardło szare, pierś pozbawiona wzorów. Podgatunek z Jawy i Bali, bidu, ma bardzo ciemny wierzch ciała i pierś oraz czarniawe gardło i policzki; wzór na ramionach i piersi wyraźny. Podgatunek pallidus cechuje dłuższy ogon i ciemniejsze ubarwienie niż richmondi. U podgatunku palawanensis wzór na spodzie ciała ma barwę ciemnorudą.

## Zachowanie
Pożywieniem wężojada czubatego, jak sugeruje jego angielska nazwa (Crested Serpent Eagle), są gady. Żywi się wężami (głównie nadrzewnymi), jaszczurkami, żabami, małymi ssakami i dużymi owadami. Często poluje w pobliżu podmokłych obszarów trawiastych. Przebywa głównie nad terenami z dużą ilością roślinności, zarówno na terenach płaskich, jak i ze wzgórzami. To gatunek osiadły, jednak w niektórych miejscach jego występowania przebywa jedynie latem. Zazwyczaj poluje wypatrując zdobyczy z gałęzi, czasami szuka zdobyczy na ziemi. Nie stanowi zagrożenia dla zwierzyny łownej i drobiu. Może zjadać padlinę węży, jeżeli ją znajdzie. Badania radiotelemetryczne przeprowadzone na Tajwanie wykazały, że ten gatunek spędza około 98% czasu wypatrując zdobyczy z gałęzi i zazwyczaj poluje aktywnie w godzinach porannych.

### Głos
Odzywa się charakterystycznym Kluee-łip-łip, często późnym rankiem lub w trakcie wznoszenia się do lotu. Można też usłyszeć drżące fłee-ee-eeer, którym odzywa się siedząc na gałęzi. Pary tego gatunku często wydają z siebie ostre, gwiżdżące i dzwoniące kleeer-kleer-kleer, niepewne kleieep lub, w trakcie przebywania na swoim terytorium, wysokie, charakterystyczne pi-pi-łeaaaa-łeaaaa.

## Lęgi

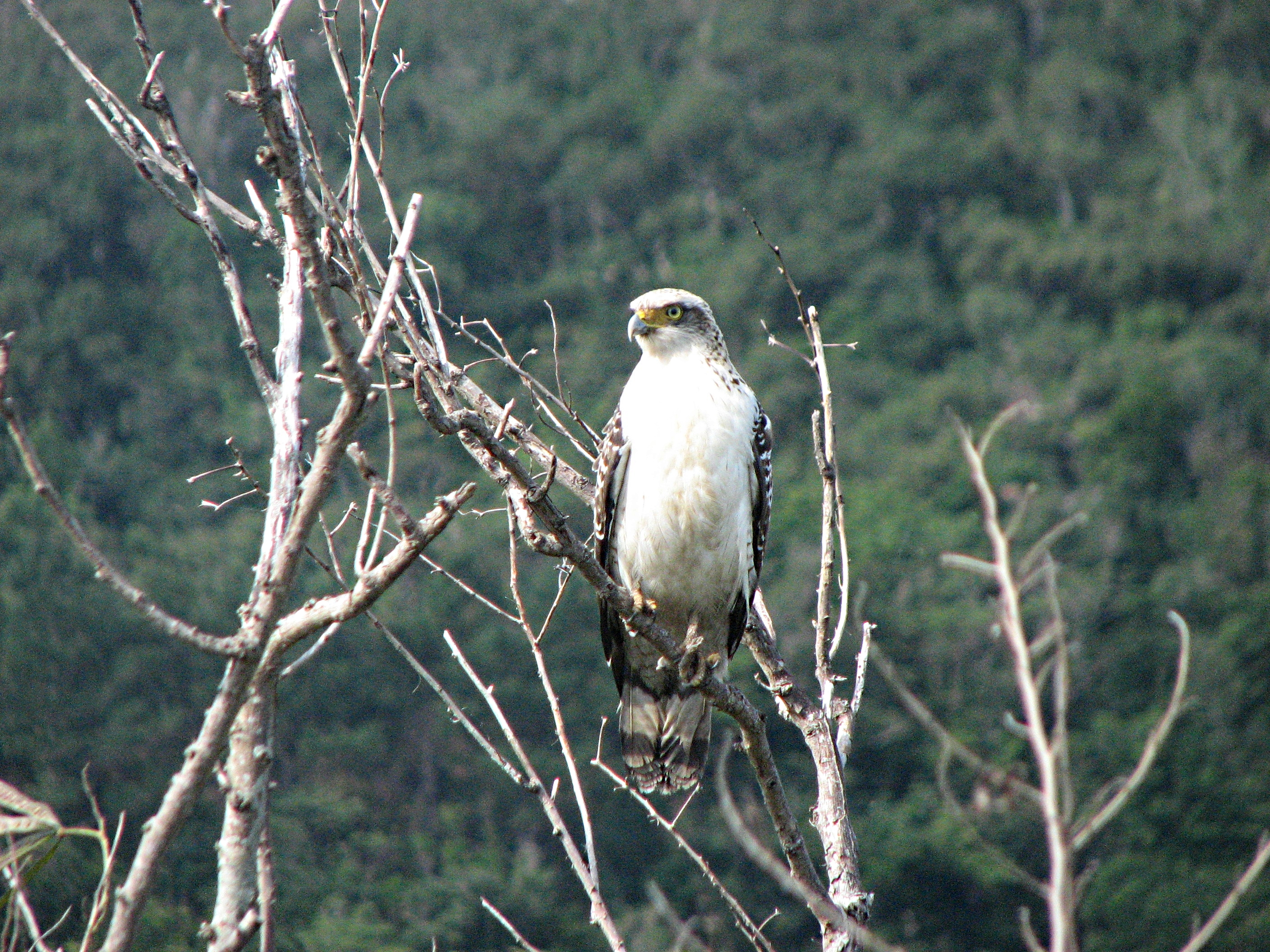
Osobnik młodociany sfotografowany na japońskiej wyspie Iriomote

W badaniach przeprowadzonych w latach 1995-2002 w południowym Tajwanie, wśród 12 obserwowanych par sukces lęgowy wynosił 92%, a najwięcej gniazd znajdowało się na drzewach z gatunku Bishofia javanica z rodziny liściokwiatowatych. Zazwyczaj toki mają formę wznoszenia się w górę z głośnymi okrzykami. Bardziej żywą formą popisów jest opuszczanie się w dół obracając się, ze skrzydłami zgiętymi w połowie i uniesionym ogonem. Gniazdo mieści się na drzewie i co roku budowane jest nowe, jednak w podobnym obszarze. Zazwyczaj umieszczone jest na wysokości do 20 m, czasem wyżej, często w okolicy strumieni. Stanowi je platforma z patyków wyściełana zielonymi liśćmi. W środku znajduje się zagłębienie mające około 15 cm, przeznaczone na jajo. Oba ptaki z pary budują gniazdo, jednak zachowują się wtedy skrycie i trudno je obserwować.
Okres lęgowy jest zależny od miejsca występowania. Samica składa jedno jajo. Inkubacja trwa 35 dni, wysiaduje jedynie samica. Początkowo pisklę jest chronione przez rodziców, potem jednak zostawiają je same na długi czas. W monitorowanym gnieździe w Parku Narodowym Kenting na Tajwanie zarejestrowano 17 ofiar wężojada przyniesionych do gniazda, były to: jaszczurka z rodzaju Japalura, ropucha azjatycka (Bufo melanosticus), 4 węże Cyclophiops major i 2 Ptyas mucosa z rodziny Colubrinae, 3 osobniki Trimeresurus stejnegeri z rodziny żmijowatych, kobra pospolita, gatunek z rodzaj Elaphe oraz jeden gatunek niezidentyfikowany. Poza gadami, zarejestrowano przyniesienie szczura z rodzaju Rattus i siedmiu pareczników. Oboje rodzice przynoszą pożywienie dla młodych. Po 3 tygodniach pisklętom zaczynają wyrastać pióra i potrafią niepewnie stać. Po 30 dniach są już niemal całkowicie opierzone i pewnie stoją. Po około 60 dniach podejmują próby latania.

## Status
Międzynarodowa Unia Ochrony Przyrody (IUCN) uznaje wężojada czubatego za gatunek najmniejszej troski (LC – least concern) nieprzerwanie od 2002 roku, kiedy to został po raz pierwszy sklasyfikowany w obecnie stosowanym przez tę organizację ujęciu systematycznym. Trend liczebności populacji uznaje się za stabilny. Sklasyfikowany jako oddzielny gatunek wężojad filipiński S. (c.) holospilus również został zaliczony do kategorii najmniejszej troski, jednak liczebność jego populacji maleje.